# Кымпия-Турзий
Кымпия-Турзий (рум. Câmpia Turzii; Араньошдьереш, венг. Aranyosgyéres; Еришмаркт, нем. Jerischmarkt) — город в Румынии, в жудеце Клуж.

## История
Город возник в 1925 году в результате объединения деревень Гриш и Сынкрай. Первое упоминание деревни Сынкрай датируется 1219 годом, деревни Гриш — 1292 годом. В 1601 году в районе современного города был убит Михай Храбрый.